# Гульфик (деталь доспеха)

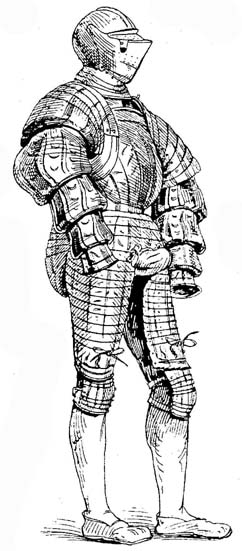
Костюмный доспех императорского полевого капитана ландскнехтов Вильгельма Фон Рогендорфа с гротескным гульфиком, популярным в XVI веке

Гу́льфик — элемент доспеха, служащий для защиты гениталий. Представляет собою бронированный треугольник (реже прямоугольник), который крепился к поясу или подолу грудного прикрытия, пропускался между ног и крепился к поясу сзади или подолу спины.

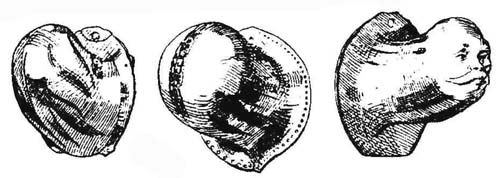
Металлические гульфики, XVI век

## История
В XV веке кольчуга имела спереди специальное удлинение, так называемый латц (от лат. latus), латы же не имели гульфика; края набедренников образовывали дугу для удобства сидения в седле. В начале XVI века пластины юбки спереди делали выпяченными, образовывавшийся выступ назывался нем. Schamkapsel («срамная капсула»), выступ перешёл в полностью развитый гульфик около 1520 года. В это время гульфик превратился в железный колпак, соединяющийся с набрюшником с помощью заклёпок или лент. Популяризованный швейцарцами, гульфик получил широкое распространение, хотя позднее и считался приметой вычурного вкуса и распущенности, и, согласно Вендалену Бехайму, не имел практического значения.
Гульфики в доспехах практически исчезли уже в 1570-е годы.

## В культуре
Глава VIII «Гаргантюа и Пантагрюэля» называется «Почему гульфик есть самый главный доспех ратника».